# Вільковиці (Куявсько-Поморське воєводство)
Вільковиці (пол. Wilkowice, нім. Wölflingen) — село в Польщі, у гміні Хоцень Влоцлавського повіту Куявсько-Поморського воєводства.
Населення — 559 осіб (2011).
У 1975-1998 роках село належало до Влоцлавського воєводства.

## Демографія
Демографічна структура станом на 31 березня 2011 року:
|          | Загалом | Допрацездатний вік | Працездатний вік | Постпрацездатний вік |
| -------- | ------- | ------------------ | ---------------- | -------------------- |
| Чоловіки | 267     | 57                 | 188              | 22                   |
| Жінки    | 292     | 70                 | 167              | 55                   |
| Разом    | 559     | 127                | 355              | 77                   |